# Shanti Stupa

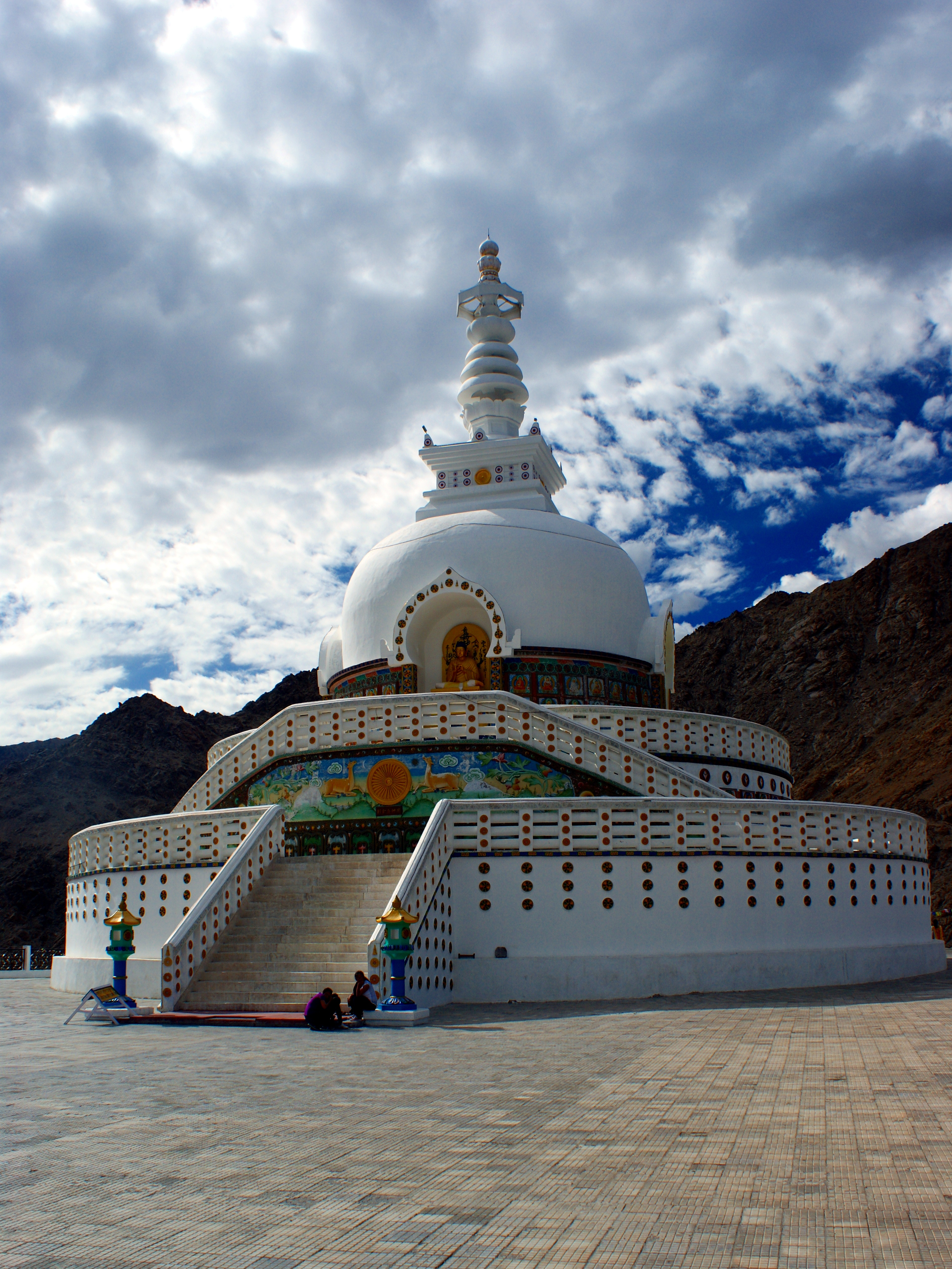
Le Shanti Stupa

Le Shanti Stupa (ou Santi Stupa) est un chorten bouddhiste érigé en bordure de la ville de Leh, Ladakh, en Inde du Nord. Shanti est un mot sanskrit signifiant paix, calme.

## Histoire
Le Shanti Stupa fut érigé dans les années 1980 par une organisation bouddhiste japonaise, The Japanese for World Peace, puis inauguré par le Dalaï Lama en 1985. Sa construction avait pour but, en plus de promouvoir la paix dans le monde, de commémorer 2500 ans de bouddhisme.

## Structure
Ce stûpa bouddhiste, dont l'entrée est orientée vers l'est, comporte deux niveaux concentriques. Deux statues de Bouddha sont visibles à l'avant et à l'arrière.
Tout autour, une grande place offre une vue panoramique sur la ville de Leh et la vallée de l'Indus.

## Accès
Au bout de la rue Fort Road, à Leh, après le village de Changspa, le Shanti Stupa est accessible par un escalier dans la montagne, ou bien par une petite route carrossable.

## Galerie

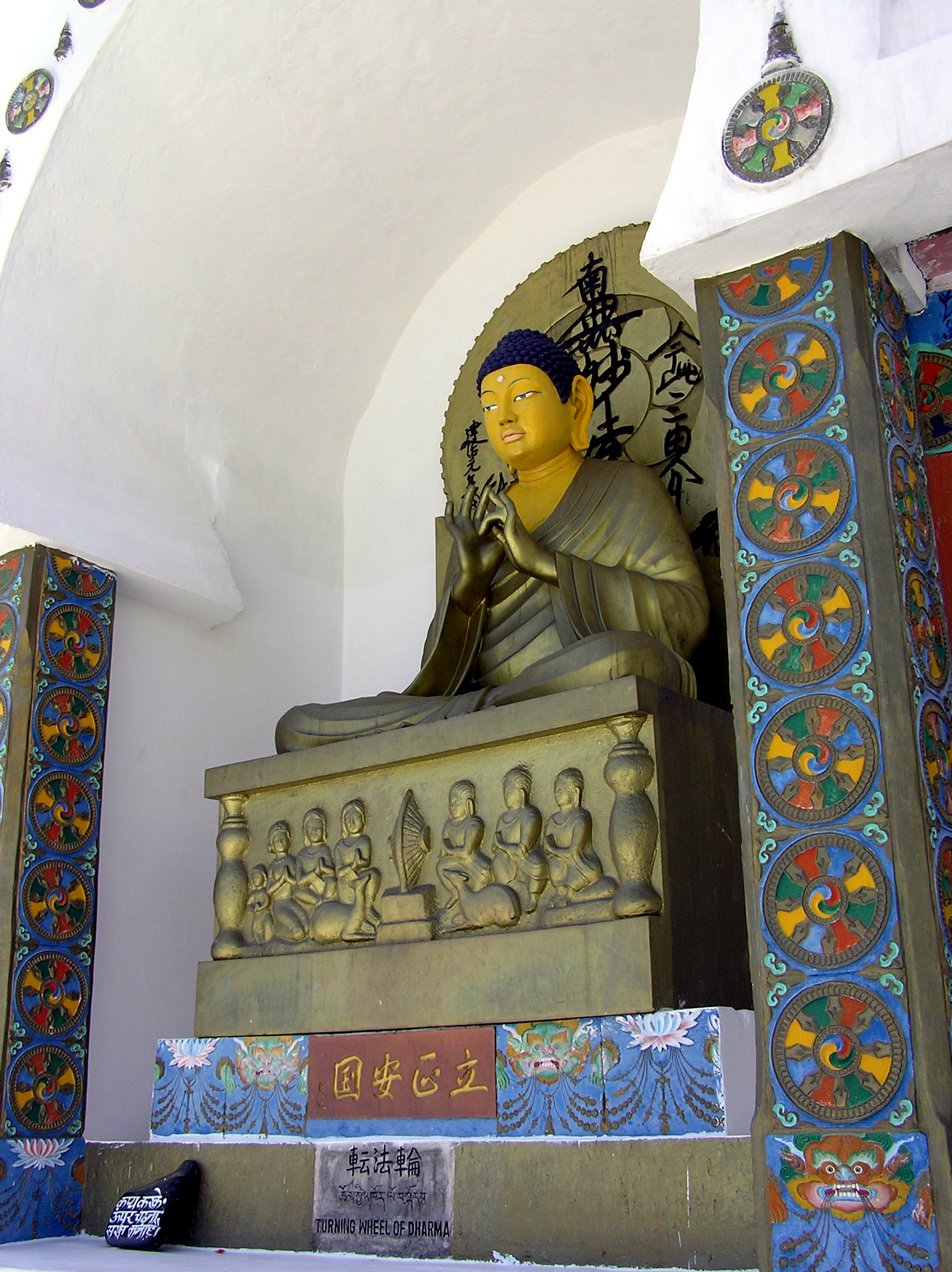
Statue de Bouddha abritée par le stupa
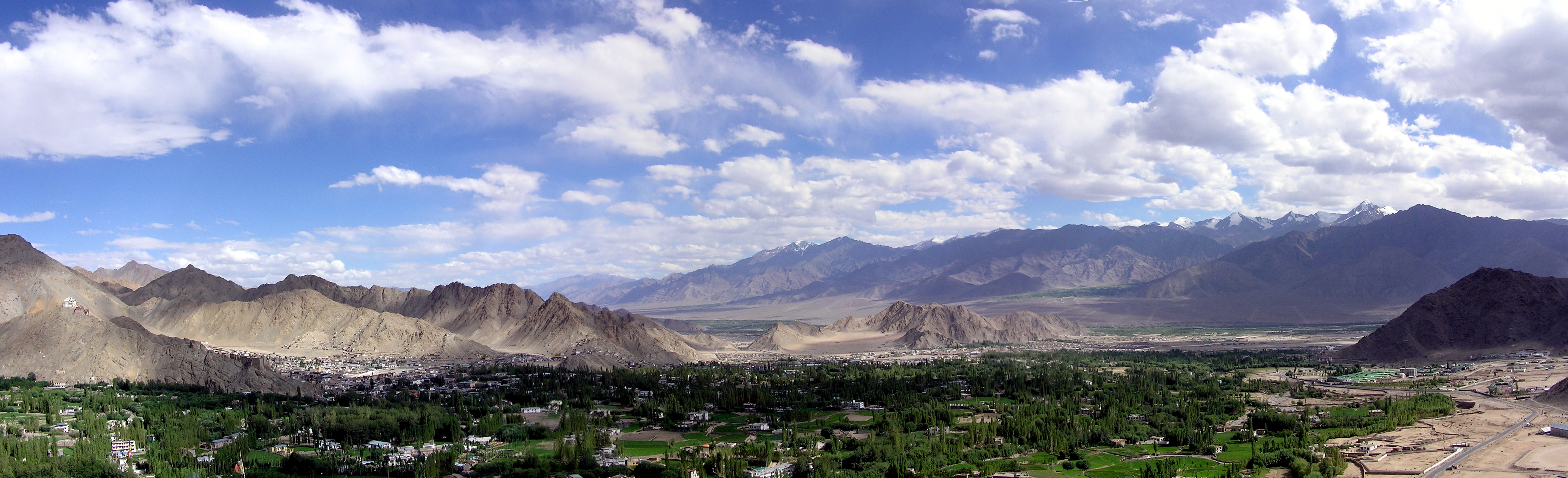
Vue panoramique depuis le Shanti Stupa
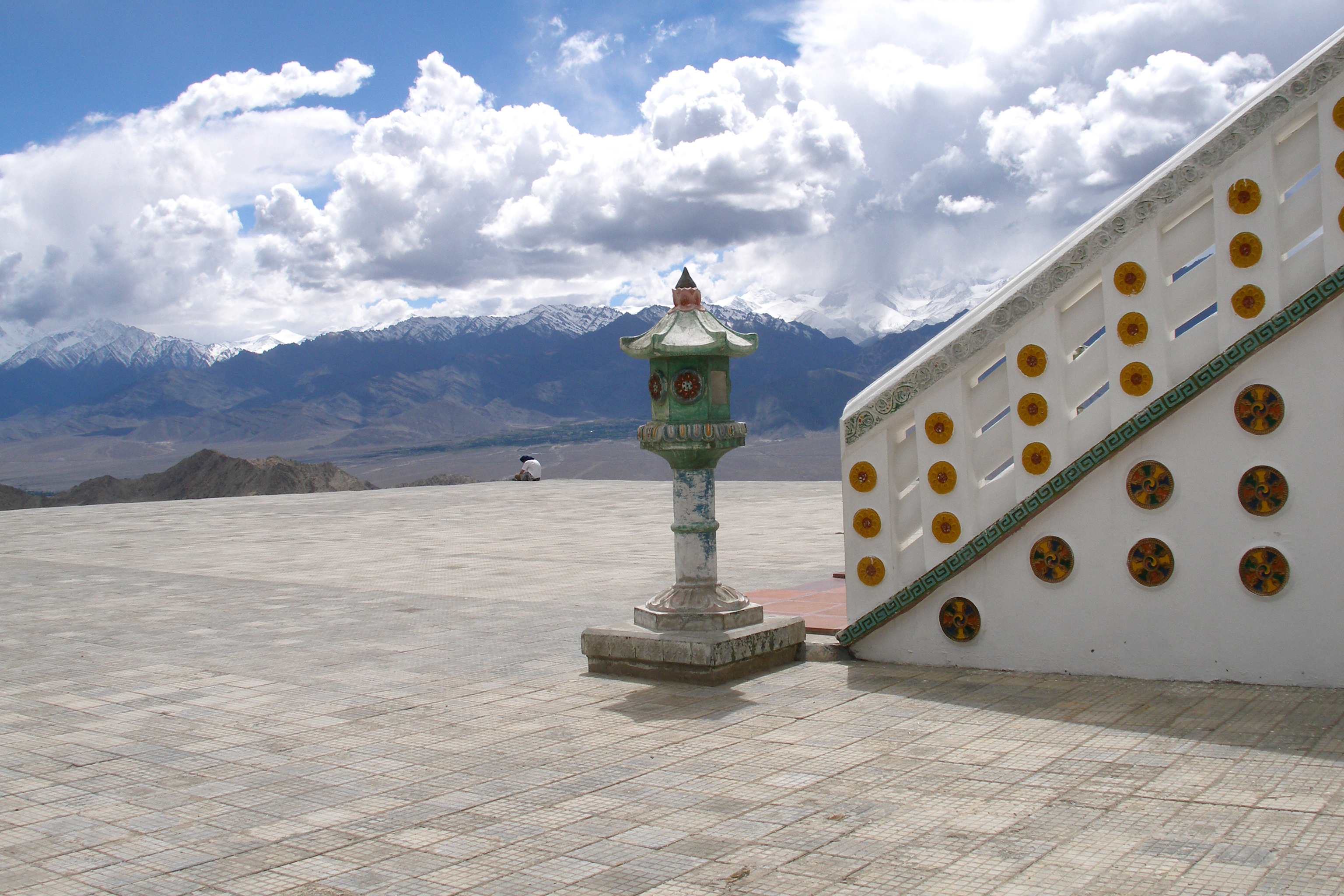
Plateforme
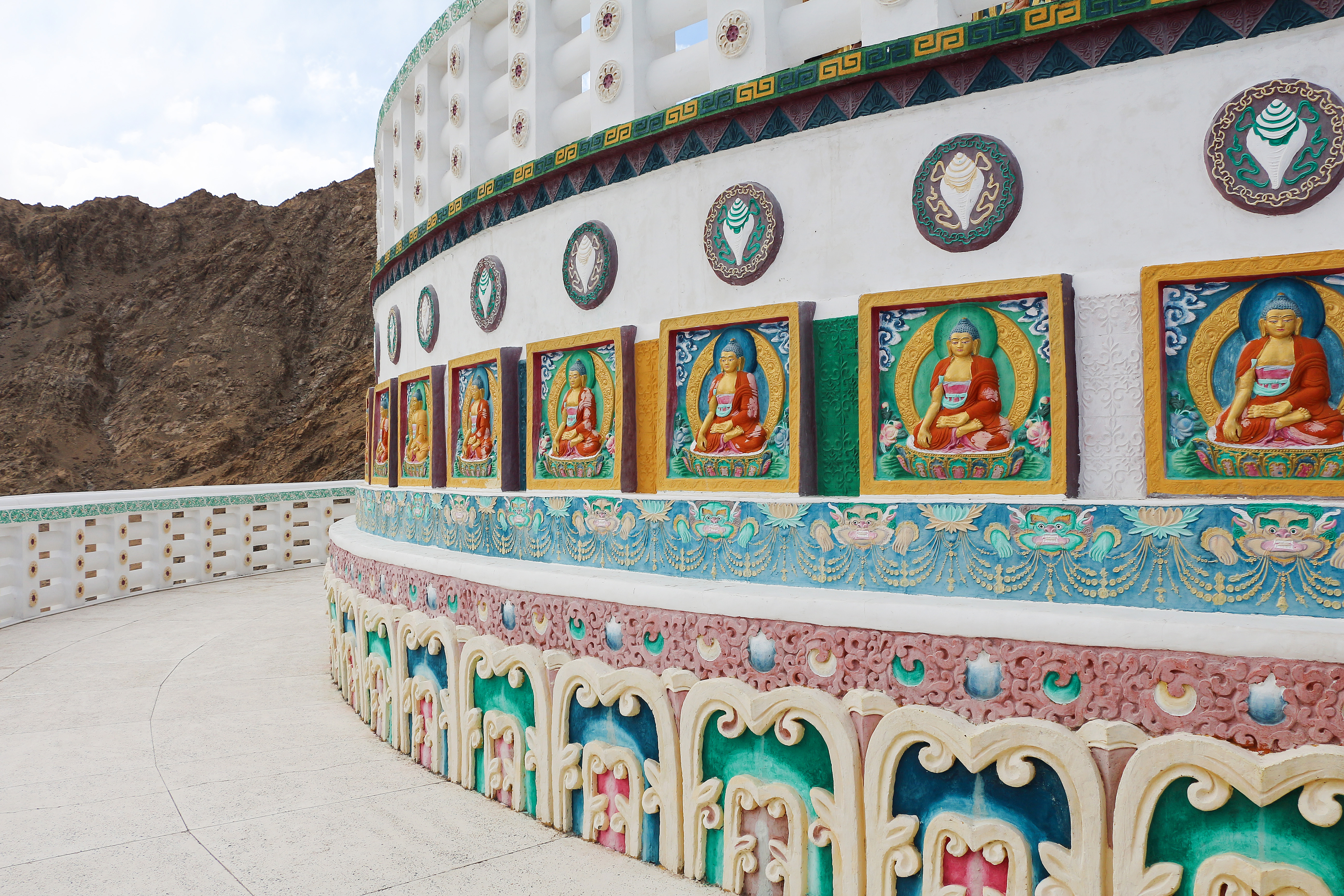
Sculptures sur le stupa
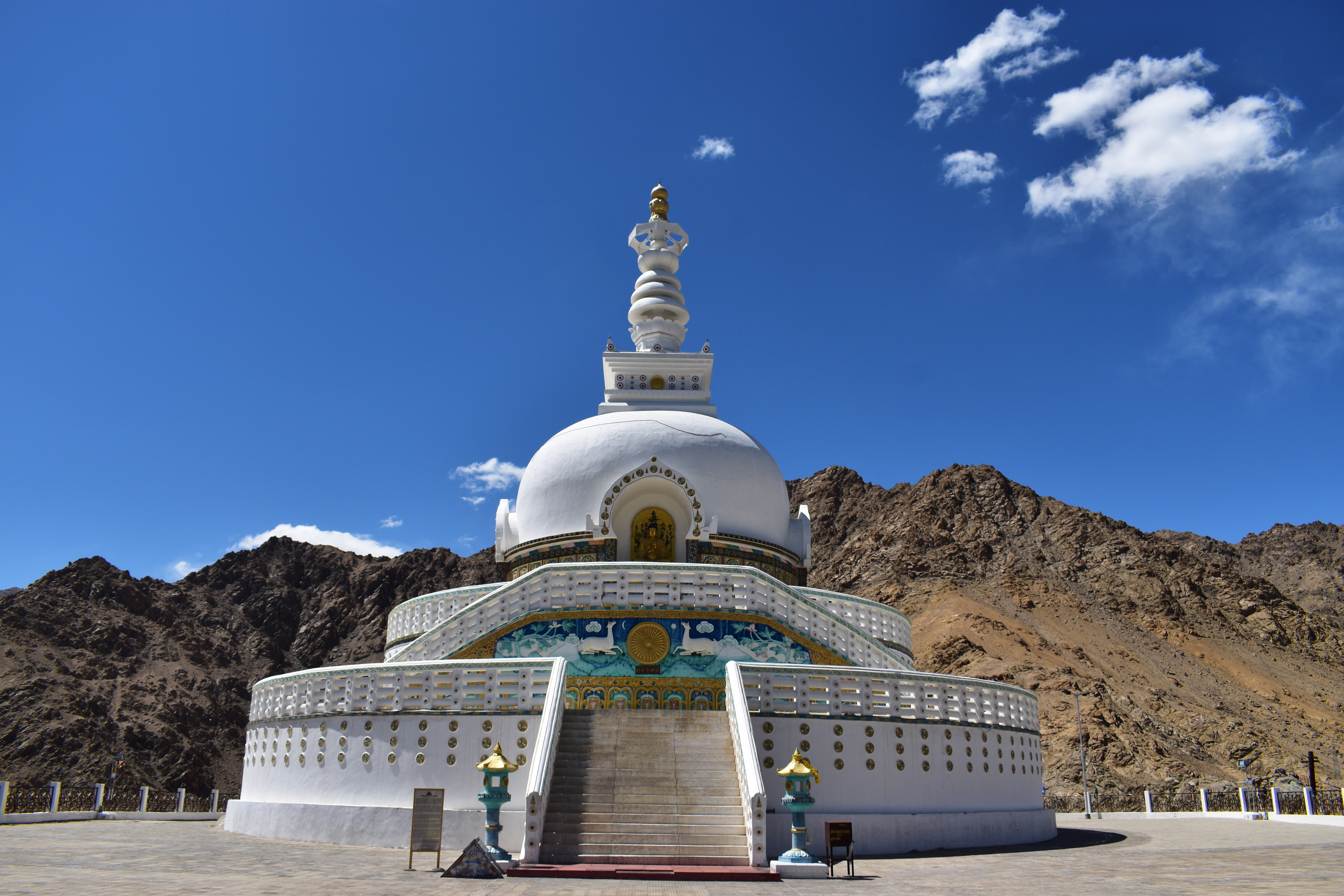
Vue générale du Shanti Stupa. Septembre 2021.